# Noah Syndergaard
Noah Seth Syndergaard (né le 29 août 1992 à Mansfield, Texas, États-Unis) est un joueur de baseball américain. Lanceur droitier, il évolue en Ligue majeure de baseball pour les Mets de New York puis pour les Dodgers de Los Angeles.
Il est connu sous le surnom de Thor,,.

## Biographie

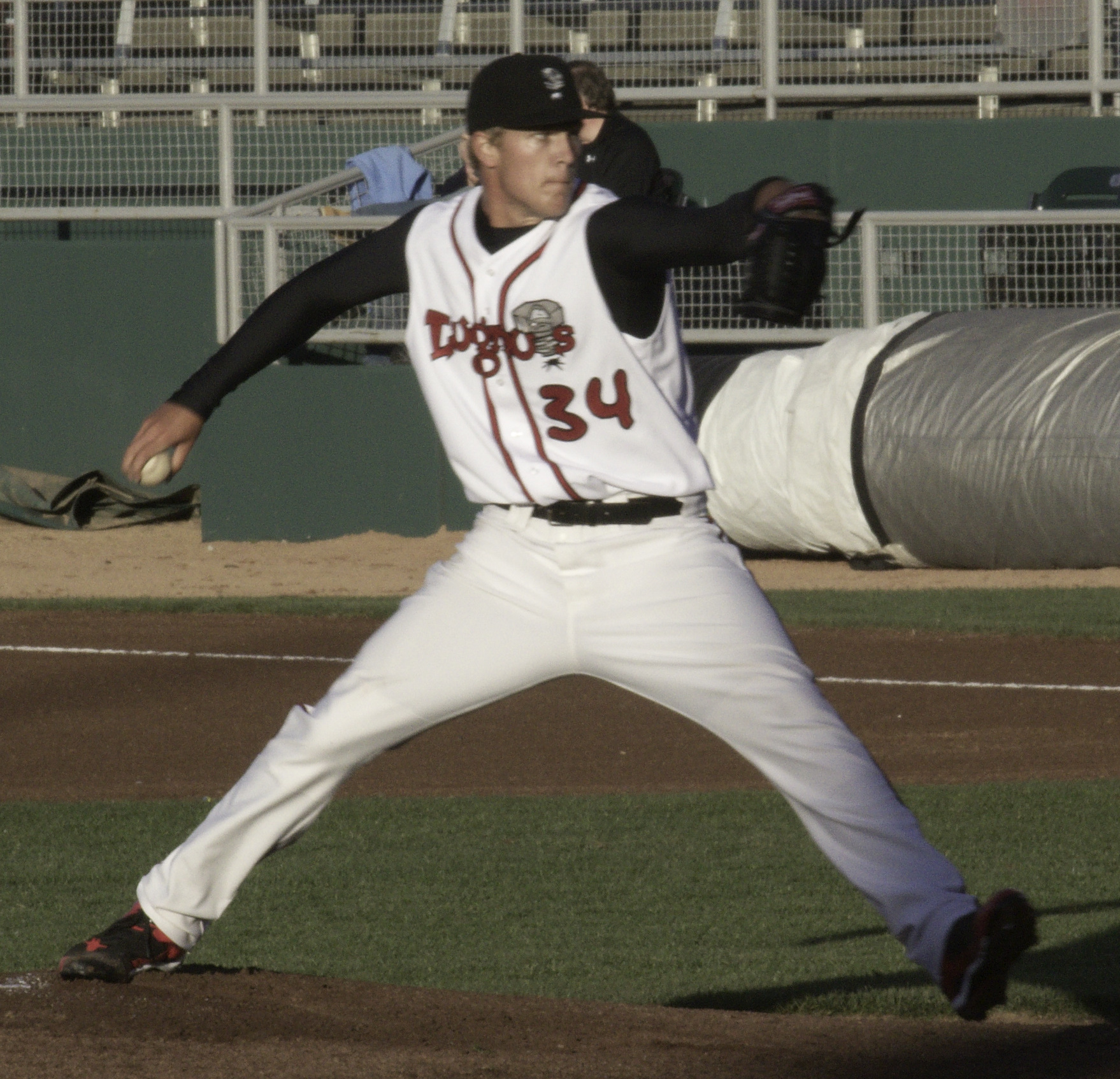
Syndergaard avec les Lugnuts de Lansing en 2012.

Noah Syndergaard a suivi son cursus scolaire à l'école secondaire Mansfield Legacy High School de Mansfield, au Texas. Lors du repêchage des joueurs amateurs en 2010, il est sélectionné en première ronde (38e joueur choisi au total) par les Blue Jays de Toronto. Il joue 3 saisons de ligues mineures, de 2010 à 2012, avec des clubs affiliés aux Blue Jays.

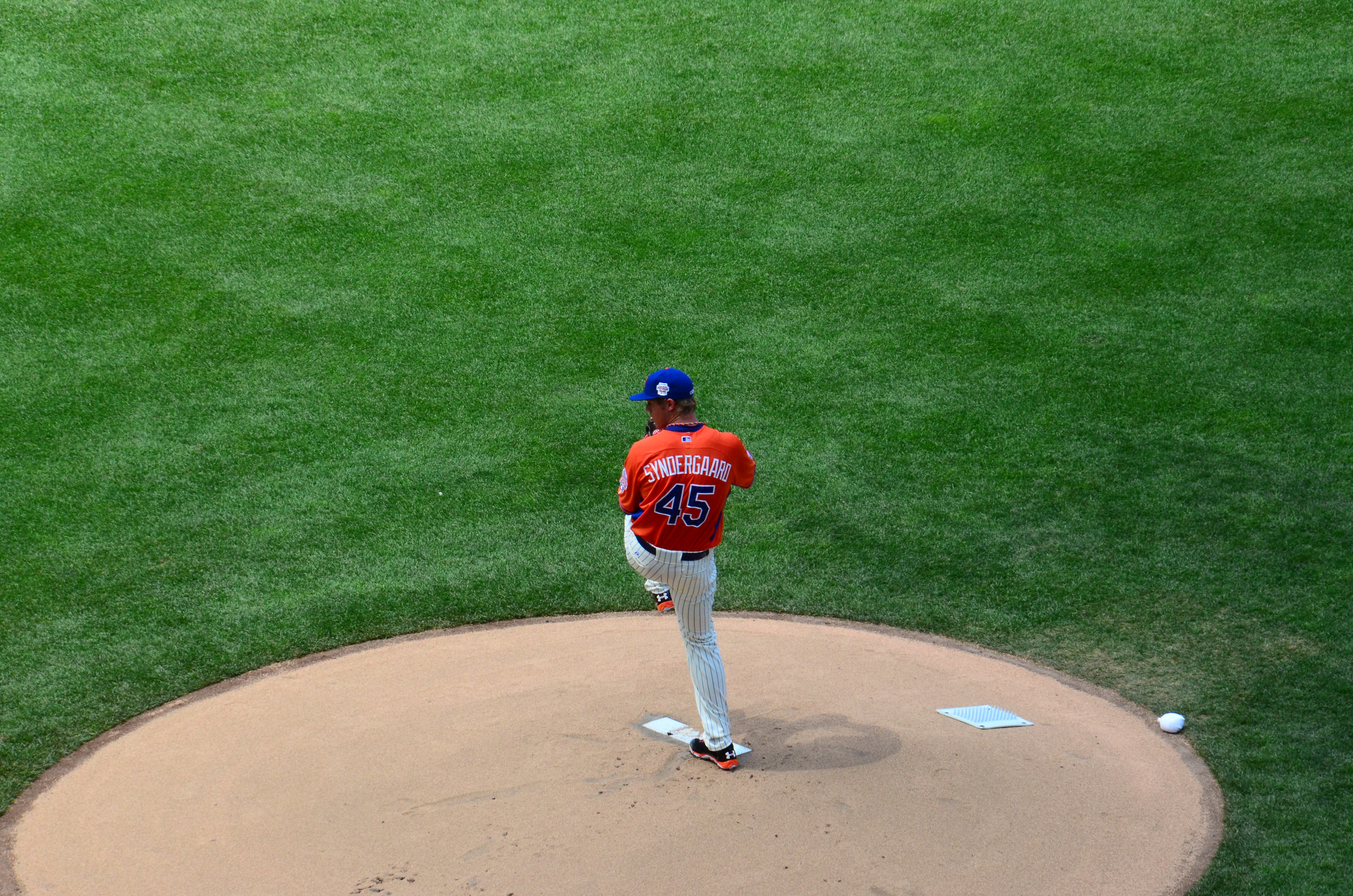
Noah Syndergaard en 2013 lors du Match des étoiles du futur.

Le 17 décembre 2012, il est échangé avec les receveurs Travis d'Arnaud et John Buck et le voltigeur Wuilmer Becerra aux Mets de New York contre le lanceur R. A. Dickey et les receveurs Josh Thole et Mike Nickeas.
Syndergaard commence la saison 2012 avec les Lugnuts de Lansing, club de niveau A de la Ligue Midwest. Le 16 décembre 2012, Syndergaard est échangé aux Mets de New York avec receveur Travis d'Arnaud, voltigeur Wuilmer Becerra, et receveur John Buck en retour du lanceur droitier R. A. Dickey, receveur Josh Thole, et receveur Mike Nickeas.
Syndergaard commence la saison 2013 avec les Mets de Sainte-Lucie, club de niveau A avancé de la Ligue de l'État de Floride, et est désigné joueur étoile de la ligue. Il est promu en juin de la même année au niveau AA avec les Mets de Binghamton de la Ligue Eastern ; il est sélectionné pour le match des étoiles du futur 2013.
Il apparaît sur le palmarès des 100 meilleurs joueurs d'avenir dressé annuellement par Baseball America, où il entre en 54e position avant la saison 2013, pour ensuite faire un bond à la 16e place au début de l'année 2014 et atteindre le 11e rang au début de 2015.
Il fait ses débuts dans le baseball majeur comme lanceur partant des Mets de New York le 12 mai 2015 face aux Cubs de Chicago. Il frappe son premier circuit le 27 mai 2015 aux dépens du lanceur des Phillies Sean O'Sullivan,.
En 2017, il refuse de signer son offre de contrat avec les Mets pour protester contre son relèvement de la saison dernière. Pour lui il mérite une augmentation mais le salaire qu'il a obtenu, de $ 503,375 à $ 605,550 par an. Syndergaard est le seul des 21 joueurs des Mets qui n'est pas encore éligible à l'arbitrage car il a refusé les conditions contractuelles de 2017.
Le 16 décembre 2022, Syndergaard signe un contrat d'1 an avec les Dodgers de Los Angeles pour 13 millions de dollars. 

## Vie personnelle

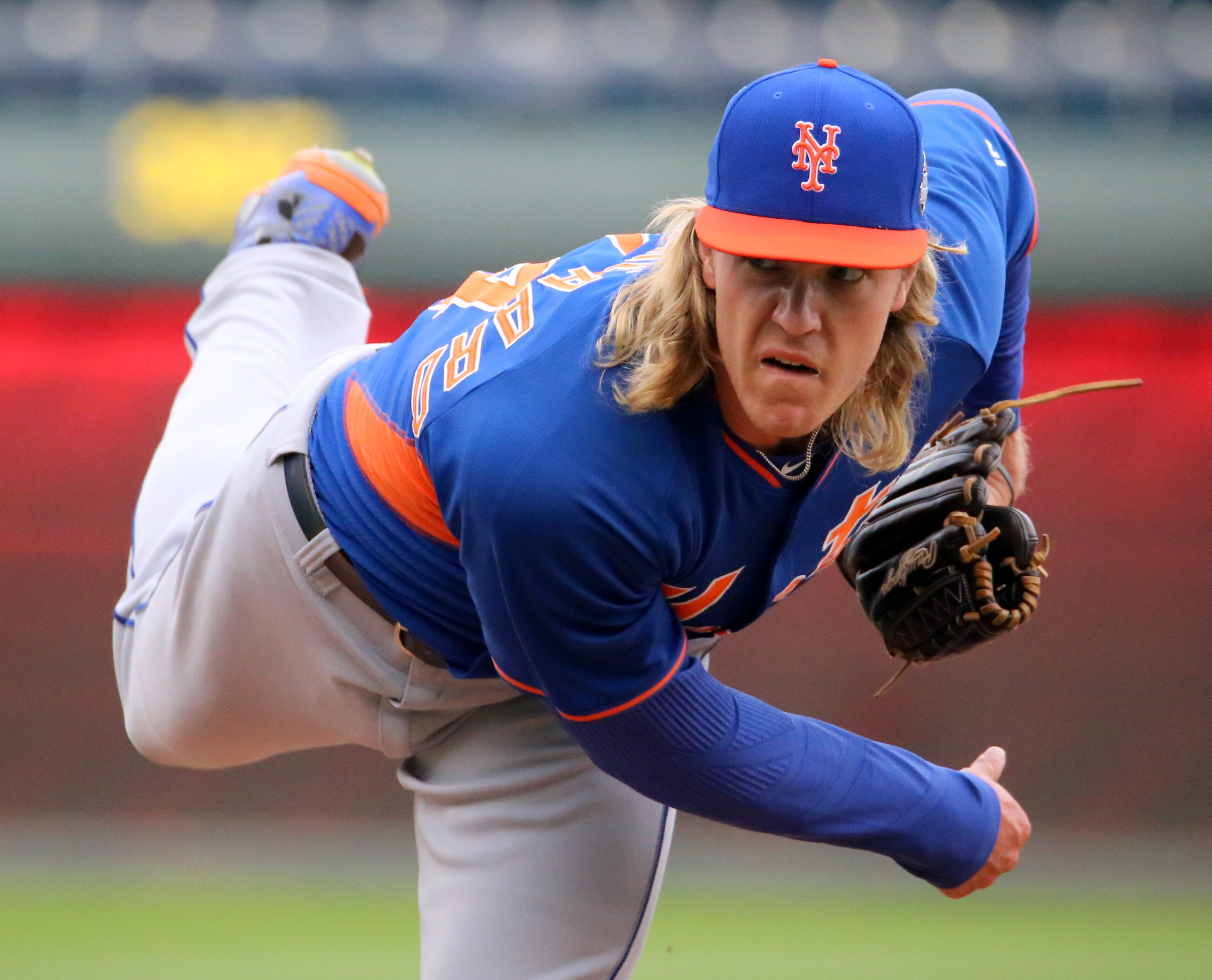
Noah Syndergaard s'exerce le 26 octobre 2015 lors d'une journée de rencontres avec les médias tenue la veille du début de la Série mondiale 2015.

Les ancêtres de Noah Syndergaard sont originaires du Danemark et ont émigré aux États-Unis quelque 120 ans avant la naissance du joueur de baseball ; son nom de famille est une version américanisé au fil des générations du nom danois original Sondergaard. 
La présence de Syndergaard crée un véritable phénomène à New York en 2015, certains partisans des Mets brandissant lors de ses matchs des marteaux en référence à son surnom, Thor, dont il hérite après avoir tweeté une photo où il arborait le costume du dieu de la mythologie nordique (et super-héros) pour l'Halloween en 2013. Le sobriquet lui colle à la peau en raison de son imposante carrure (1 mètre 98 ou 6 pieds et 6 pouces pour 109 kg ou 240 livres), de sa force physique admirée de ses coéquipiers, de ses longs cheveux blonds et de son ascendance scandinave.